# Ted Bates
Edric Thornton Bates, comunemente conosciuto come Ted Bates (Thetford, 3 maggio 1918 – Southampton, 28 novembre 2003) è stato un dirigente sportivo, allenatore di calcio e calciatore inglese, di ruolo attaccante.

## Carriera

### Giocatore
Dal 1935 al 1937 è nella rosa del Norwich City, club di terza divisione, che nel 1937 lo cede al Southampton, club di seconda divisione, dove Bates gioca fino all'interruzione dei campionati dovuta alla Seconda guerra mondiale e, successivamente, anche dopo la guerra, fino al 1953, segnando in totale 64 gol in 216 partite (di cui 63 in 202 partite di campionato, tutte nella seconda divisione inglese). Si ritira al termine della Second Division 1952-1953, nella quale la sua squadra retrocede in terza divisione.

### Allenatore
Dal 1953 al 1955 lavora come vice al Southampton, che nel 1955 gli affida la guida tecnica della squadra; dopo quattro piazzamenti compresi tra il quarto ed il quattordicesimo posto in classifica in terza divisione, il suo club vince tale campionato nella stagione 1959-1960, ottenendo poi nell'ordine un ottavo, un sesto ed un undicesimo posto in classifica nei tre successivi campionati di seconda divisione; nella stagione 1962-1963 i Saints raggiungono inoltre la semifinale di FA Cup, perdendola contro il Manchester Utd futuro vincitore del trofeo.
Bates continua ad allenare il Southampton per tutti gli anni sessanta, conquistando inoltre un secondo posto in classifica nella Second Division 1965-1966, che consente al club di essere promosso in prima divisione per la prima volta nella propria storia: il primo campionato in massima serie si conclude poi con un diciannovesimo (e quartultimo) posto in classifica, sufficiente per evitare la retrocessione; dopo un sedicesimo posto nell'anno seguente, nella First Division 1968-1969 i Saints arrivano settimi in classifica, qualificandosi così alla successiva Coppa delle Fiere, dalla quale saranno eliminati negli ottavi di finale dai connazionali del Newcastle Utd dopo aver eliminato i norvegesi del Rosenborg ed i portoghesi del Vitória Guimarães nei due turni precedenti; in contemporanea all'avventura europea, il Southampton fatica però in campionato, concludendo la First Division 1969-1970 al diciannovesimo posto in classifica, con soli due punti di vantaggio sulla zona retrocessione. Nel campionato successivo arriva invece un nuovo settimo posto in classifica, grazie al quale il club si qualifica alla Coppa UEFA 1971-1972, prima edizione di sempre della Coppa UEFA, che coincide tra l'altro con l'esordio nelle competizioni UEFA per club dei biancorossi, che vengono però eliminati già nei trentaduesimi di finale con un complessivo 3-2 fra andata e ritorno dall'Athletic Bilbao. I campionati 1971-1972 e 1972-1973 si concludono invece rispettivamente con un diciannovesimo ed un tredicesimo posto in classifica. Nel novembre del 1973 Bates decide di dimettersi e di affidare la panchina al suo vice, il più giovane Lawrie McMenemy, al quale continua a fare da consulente sia in quel campionato che nei successivi.

### Dirigente
Dal 1976 al 1998 ha lavorato come dirigente sempre al Southampton, club di cui dal 1998 fino alla morte, nel 2003, è stato infine anche presidente; complessivamente, ha quindi lavorato per complessivi 66 anni consecutivi per i Saints, dal 1937 fino alla morte. Il 30 dicembre 2000 è inoltre stato nominato membro dell'Ordine dell'Impero Britannico. Già dall'anno seguente alla sua morte, il Southampton gli ha dedicato un torneo estivo, il Ted Bates Trophy; inoltre, il 22 marzo 2008 è stata edificata una sua statua fuori dal St Mary's Stadium, l'impianto che dal 2001 ospita le partite casalinghe del club.

## Palmarès

### Allenatore

#### Competizioni nazionali
- Third Division South: 1

Southampton: 1959-1960